# Hannah Adams
Hannah Adams, född 1755, död 1831, var en amerikansk författare. Hon räknas som den första professionella kvinnliga författaren i USA. 
Hon debuterade som författare med en bok om jämförande religionskunskap, A View of Religions (1784). 